# Ortogonala cirklar

Tre inbördes ortogonala cirklar.

Två cirklar är ortogonala om de skär varandra i rät vinkel, det vill säga att cirklarnas respektive tangenter i skärningspunkten bildar rät vinkel, vilket i sin tur innebär att deras radier till skärningspunkten bildar rät vinkel i denna (eftersom radien till en punkt på cirkel är vinkelrät mot tangenten i samma punkt).
Två cirklar är således ortogonala om, och endast om
{\displaystyle {r_{1}}^{2}+{r_{2}}^{2}=d^{2}}
där {\displaystyle r_{1}} och {\displaystyle r_{2}} är de två cirklarnas radier och {\displaystyle d} är avståndet mellan deras medelpunkter, vilket följer direkt ut Pythagoras sats.
Cirklar som är ortogonala mot inversionscirkeln avbildas på sig själva vid inversion.